# Orient expres

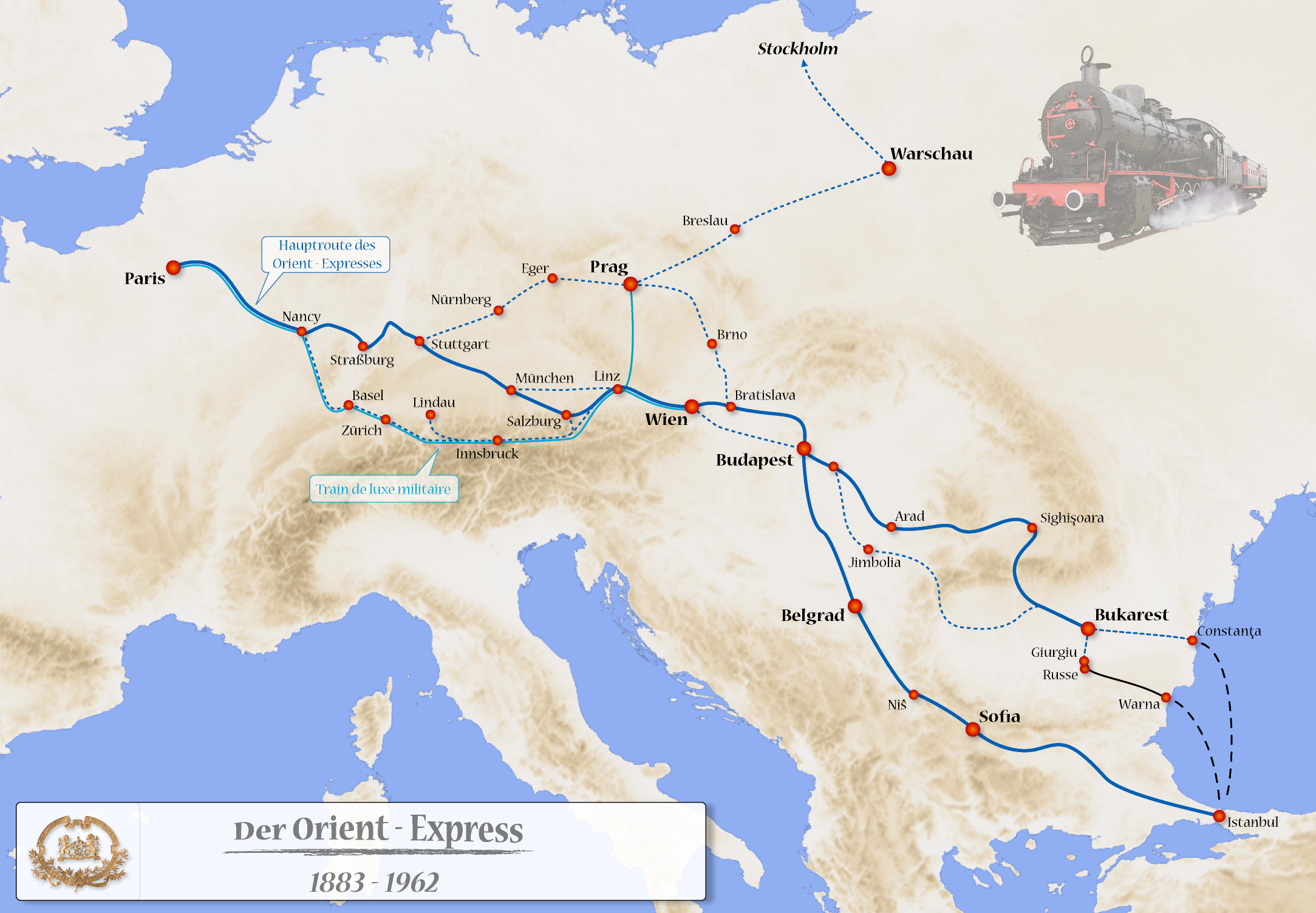
Trasování vlaku

Orient expres je označení pro více železničních spojení mezi západní Evropou a Balkánským poloostrovem. Až do 2. světové války se jednalo o luxusní vlaky Mezinárodní společnosti lůžkových vozů – Compagnie Internationale des Wagons-Lits (CIWL) spojující Paříž a Konstantinopol, potažmo Istanbul. Proslulým se stal Orient Expres také díky románu Agathy Christie Vražda v Orient expresu.
Posledním pozůstatkem slavné éry byl vlak Orient expres, který od června 2007 jezdil na trase Štrasburk – Vídeň. Se změnou jízdního řádu v prosinci roku 2009 přišel definitivní konec legendárního spoje. Ale již od 70. let 20. století jsou jako Orient expres provozovány nostalgické vlaky složené z původních vozů z 20. a 30. let 20. století, přizpůsobených dnešním požadavkům.

## Historie

### Období před 1. světovou válkou

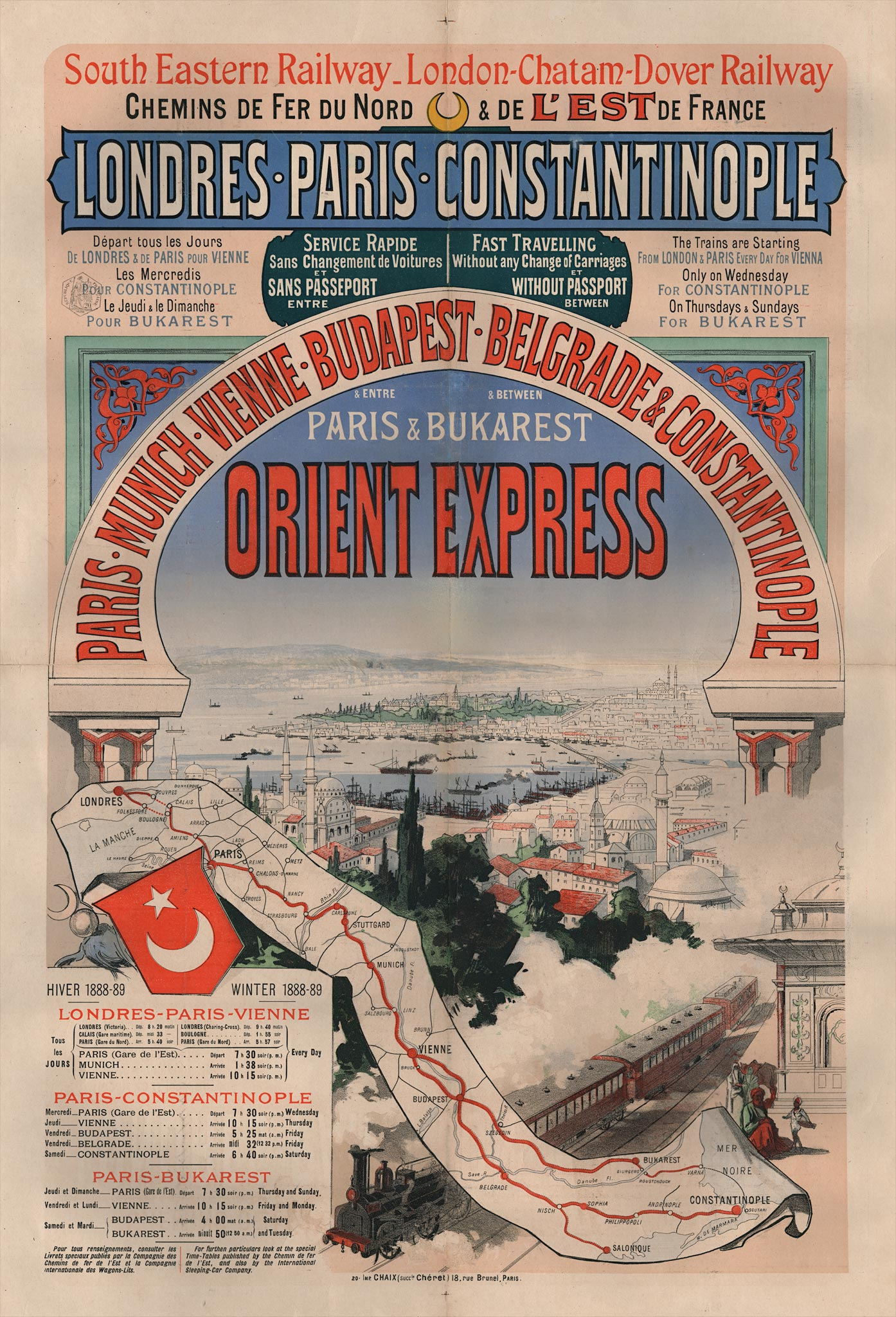
Historický reklamní plakát Orient expresu

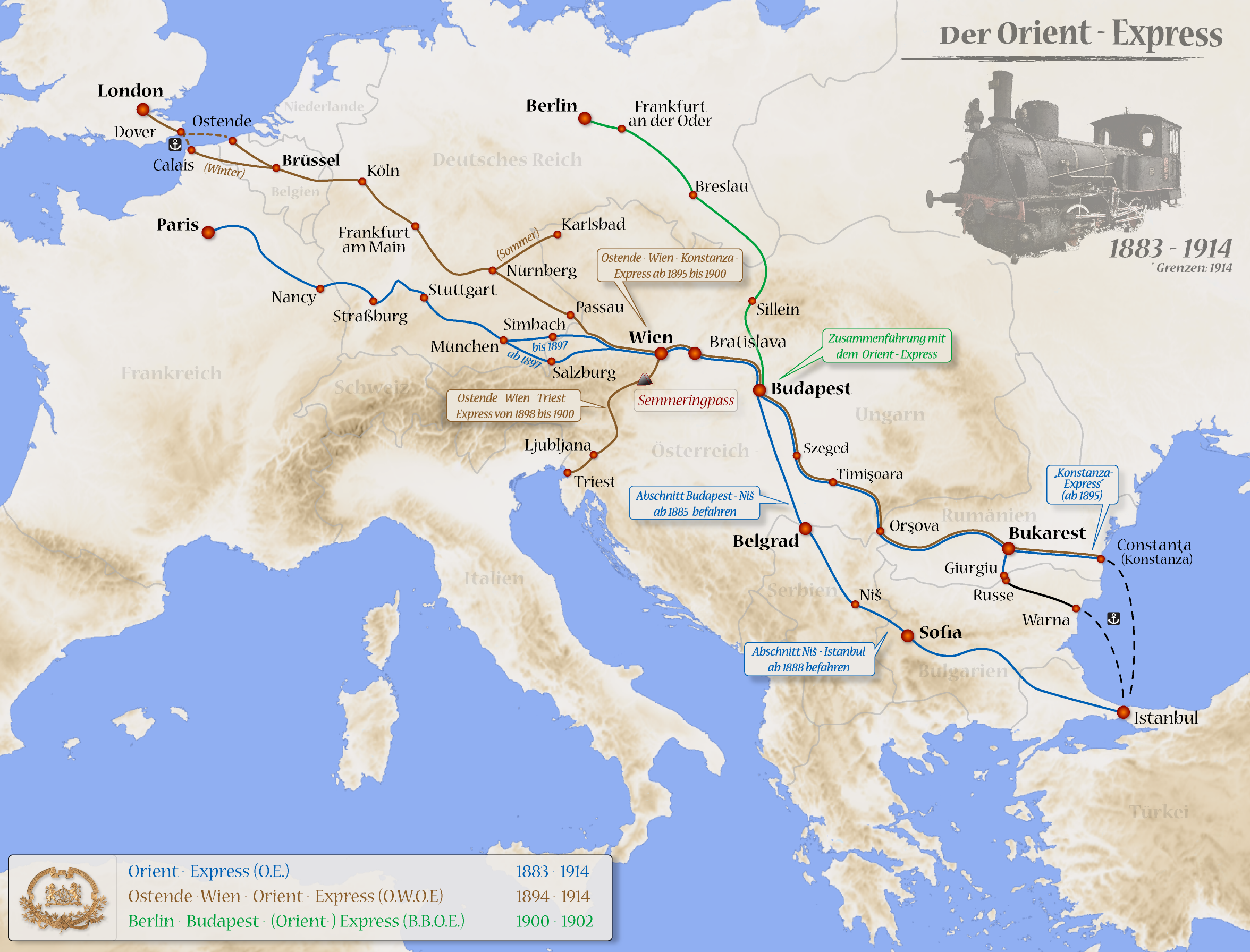
Orient expres do roku 1914

Poprvé vyjel Orient expres z pařížského Východního nádraží v úterý 5. června 1883. Vlak hotelového typu byl složený výlučně z vozů tehdejší 1. třídy, zejména z vozů salonních, jídelních a lůžkových. V prvních letech končil tento spoj v rumunském Giurgiu. Cestující do Konstantinopole museli přestoupit na trajekt přes Dunaj a dále pokračovali obyčejným vlakem do Varny, odkud byli dopraveni lodí do Konstantinopole. Teprve od roku 1888 projížděl Orient expres celou trasu přes Budapešť, Bělehrad a Sofii až na provizorní nádraží v Konstantinopoli. Roku 1890 bylo otevřeno nové nádraží Müşir-Ahmet-Paşa-Station, dnešní Istanbul Sirkeçi. Na opačném konci trasy přibyly přímé vozy (Londýn) – Calais – Paříž a Ostende – Paříž.
Jízdní doba na trase dlouhé 3186 km činila 69 a půl hodiny. Cestující kromě rychlíkové jízdenky platili i 20 % příplatek. Cestujícím byla v projížděných zemích nabízena místní jídla i folklórní vystoupení.
CIWL nemohla zabránit tomu, aby vedle jejího luxusního vlaku byl mezi Konstantinopolí a Bělehradem provozován i klasický rychlík s vozy všech tří tříd, který nabízel cenově výhodnější cestování.
Orient expres nebyl proslulý jen svým luxusem a cestujícími, kteří představovali evropskou společenskou a finanční špičku, ale také neobyčejnými přepadeními. Roku 1891 řecký lupič Anasthatos vlak 100 km od Konstantinopole vykolejil, zajal čtyři muže a propustil je až poté, co dostal výkupné 8000 liber šterlinků ve zlatě. O několik let později byl ve svém kupé zavražděn vyslanec francouzské vlády. Ještě roku 1950, kdy byl vlak již dlouho obyčejným rychlíkem, byl ve vlaku přepaden a oloupen východními agenty vojenský atašé Spojených států.

### Meziválečná doba

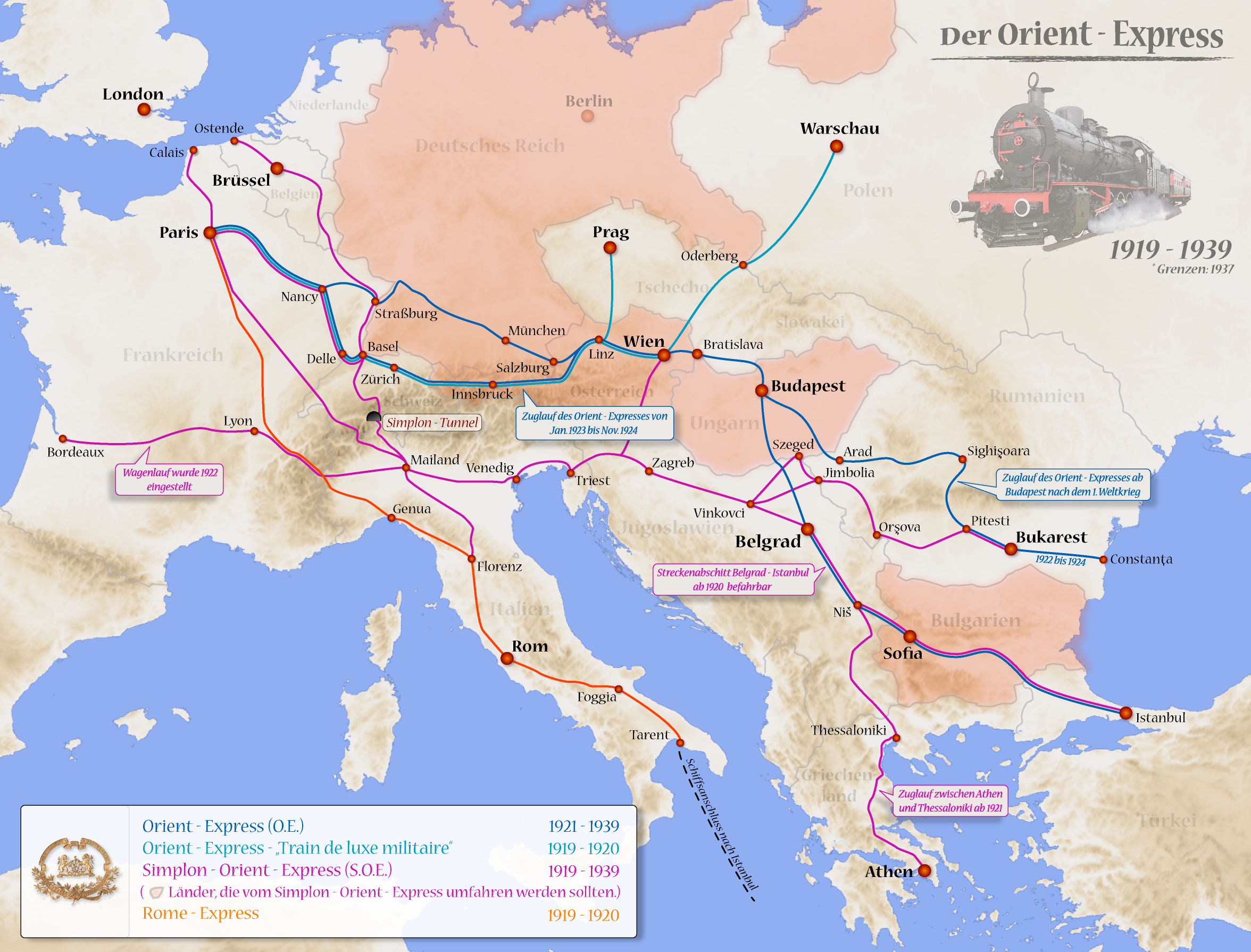
Orient expres mezi světovými válkami

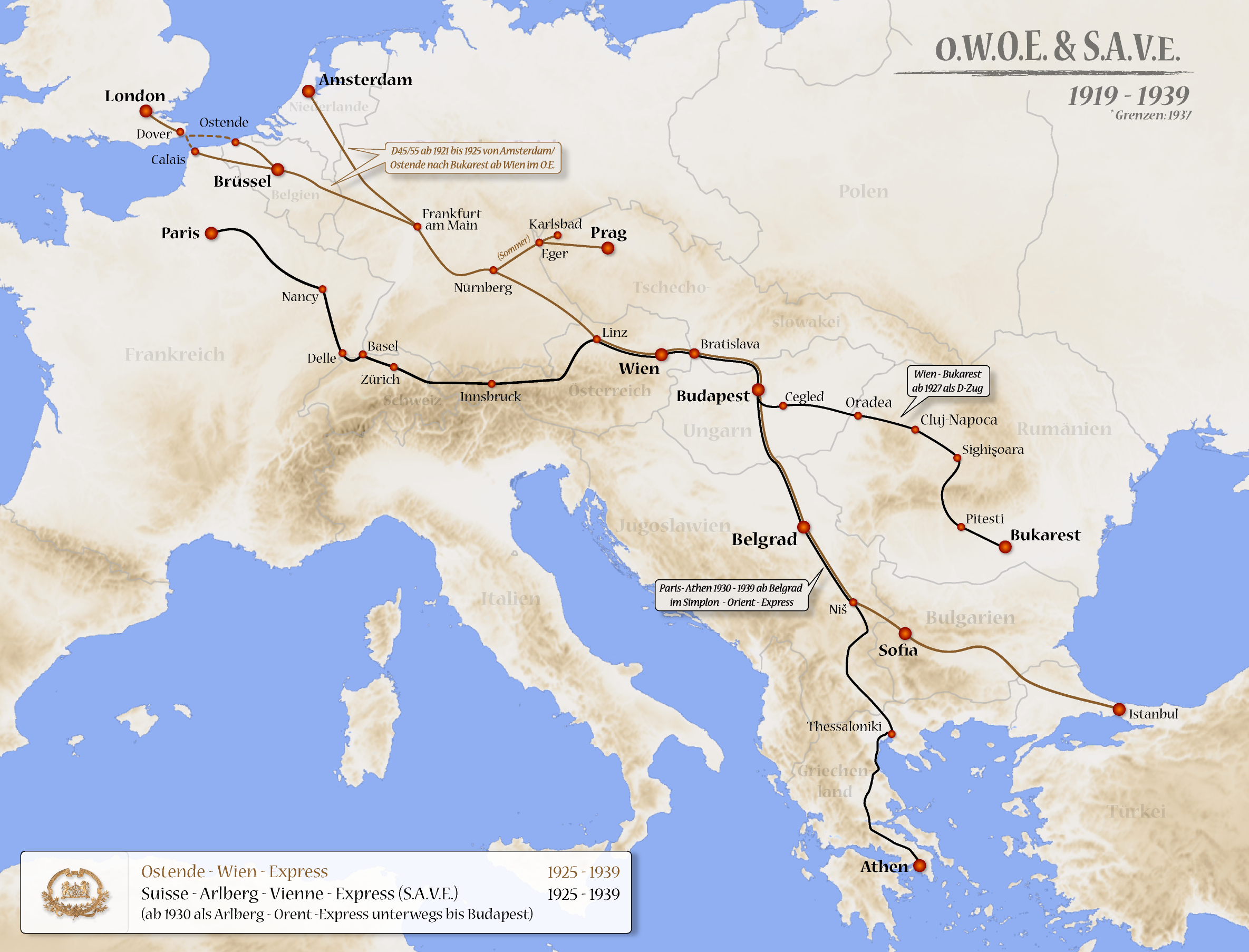
Ostende-Wien-Express a Suisse-Arlberg-Vienne-Express

První světová válka svými frontami přerušila trasu vlaku. Od 15. ledna 1916 provozovala německá společnost Mitropa „Balkanzug (Balkánský vlak)“ mezi Berlínem a Konstantinopolí, jehož trasa procházela i obsazeným Srbskem a propojovala území válečných spojenců – Německa, Rakouska-Uherska a Osmanské říše. Vlak měl i vozy (tehdejší) druhé třídy a jezdil až do podzimu 1918.
Po skončení války byl Orient expres zaveden jako „train de luxe militaire“ a byl vyhrazen pouze pro přepravu politiků a vojenských hodnostářů. Pro civilní cestující byl od 15. dubna 1919 zaveden „Simplon-Orient-Express“, jehož trasa vedla přes Švýcarsko, Simplonský tunel, Milán, Terst a Záhřeb do Konstantinopole a obcházela tak poražené Německo a Rakousko. Teprve od roku 1921 začal Orient expres jezdit pro veřejnost, avšak zpočátku pouze do Bukurešti.
Až do jara 1940 jezdily Orient expres a Simplon-Orient expres jako luxusní vlaky do Konstantinopole, roku 1930 úředně přejmenované na Istanbul.

### Po 2. světové válce

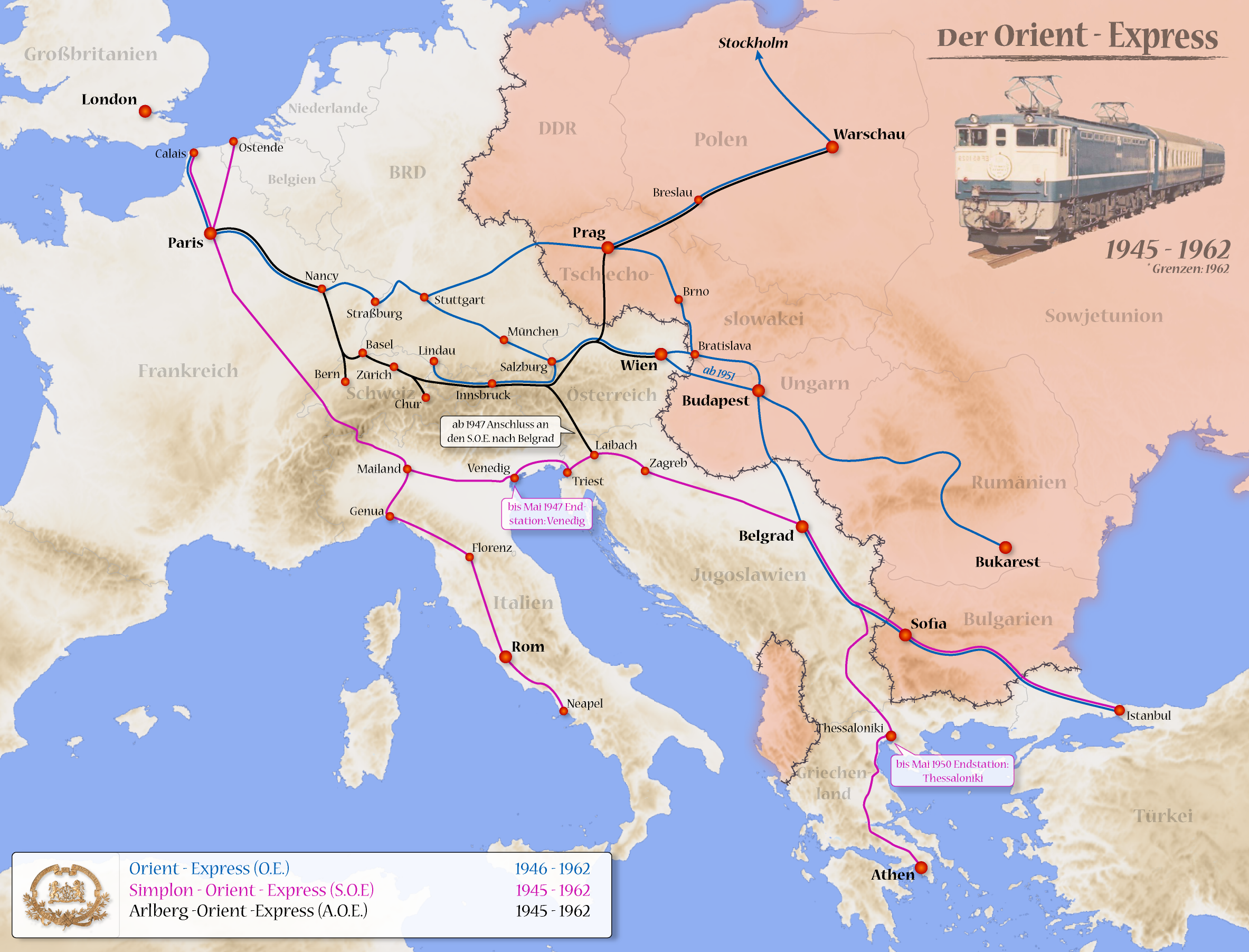
Orient expres po 2. sv. válce

#### Omezení nabídek
Po skončení 2. světové války jezdily oba vlaky v podobě obyčejných rychlíků. Od 1. dubna 1946 spojil Orient expres Paříž, Stuttgart, Mnichov a Vídeň. V roce 1950 vezl poprvé také vozy 3. třídy.
V roce 1961 bylo na konferenci o jízdních řádech rozhodnuto z důvodu existence tzv. železné opony vlak ukončit ve Vídni. Od roku 1964 ale již opět jezdil do Budapešti a později dokonce až do Bukurešti.
Simplon-Orient expres vozil přímé vozy z Oostende, Nice a Stockholmu (ty přecházely z Balt-Orient expresu) do Istanbulu. 19. května 1977 jel poslední pravidelný spoj z pařížského Východního nádraží do Istanbulu. Vozy pak léta porůznu chátraly mezi Madridem a Varšavou.
Za železnou oponou byl zaveden vlak D 372/D 373 "Balt-Orient expres" spojující Berlín, Prahu, Budapešť a Bukurešť.
V polovině 80. let se z Orient expresu stal obyčejný noční vlak mezi Budapeští a Paříží. Do 90. let vozil i přímý vůz do Bukurešti a jídelní vůz mezi Salcburkem a Vídní. Na konci 90. let byl opuštěn úsek Vídeň – Budapešť. Přímé vozy do Rumunska vozil nově zavedený vlak „Dacia-Express“.

#### EN 262 - 263 „Orient-Express“
Od letní změny jízdního řádu 2002 jezdil 5 let pod označením „EN 262/263 Orient-Express“ mezi Vídní a Paříží. Od prosince 2003 byl tento vlak jediným přímým nočním spojem mezi oběma městy. Nějaký čas vozil i přímé vozy do Benátek.

#### EN 264 - 265 „Orient-Express“
Od 9. června 2007 po otevření nové trati TGV mezi Paříží a Štrasburkem byl oběh o tento úsek zkrácen, navíc byly francouzské vozy nahrazeny rakouskými. Kromě toho vozil přímé vozy do Amsterdamu.

#### EN 468 - 469 „Orient-Express“
Od 14. prosince 2008 jezdil Orient expres pod novými čísly a namísto přímých vozů do Amsterdamu byly řazeny vozy z Budapešti do Frankfurtu. Změna jízdního řádu 13. prosince 2009 přinesla definitivní zánik tohoto vlaku.

## Historické soupravy Orient expresu

### Nostalgie Istanbul Orient Express (NIOE)
Koncem 70. let se švýcarský podnikatel Albert Glatt (Intraflug AG) rozhodl nechat povstat zašlou slávu Orient expresu. Shromáždil původní vozy CIWL a nechal je restaurovat do stavu po dodání v letech 1926–1929. NIOE byl vůbec prvním nostalgickým Orient expresem a byl provozován v letech 1976–2008.
V roce 1993 převzalo vozy NIOE Reisebüro Mittelthurgau a nasazovalo je spolu s pěti vyhlídkovými vozy TEE Rheingold, dvěma vozy předválečného luxusního vlaku DRG Rheingold a přestavěným francouzským státním jídelním vozem č. 3354 (vůz používal fr. prezident Charles de Gaulle). Taktéž jídelní vůz SNCF «L’Aquitaine» byl restaurován v nostalgickém stylu.
13 vozů NIOE bylo přestavěno na široký rozchod a do října 2007 provozováno na RŽD, též na Transsibiřské magistrále.
Po krachu Reisebüro Mittelthurgau AG a Mittelthurgaubahn v roce 2001 převzala vozy NIOE společnost Transeurop Eisenbahn AG (TEAG) z Basileje. Provoz zajišťovala Orient-Express Train de Luxe Betriebs GmbH / Austria. Vozový park TEAG a dvou dceřiných společností dnes čítá 32 bývalých vozů CIWL, dále bývalé salonní vozy nacionálně-socialistické říšské vlády a vozy Rheingold z roku 1928.
Na základě soudní pře o obchodní značku „Orient-Express“ vyvolané VSOE a vedené SNCF musel být provoz vlaků NIOE v roce 2007 zastaven. V roce 2008 měl mezinárodní soud rozhodnout, mezitím byl případ předán Evropskému soudu. Datum rozhodnutí zůstává zcela otevřené, od 1. ledna 2008 ustal provoz NIOE a vozy CIWL jsou zakonzervovány v depu.

### Venice Simplon Orient Express (VSOE)

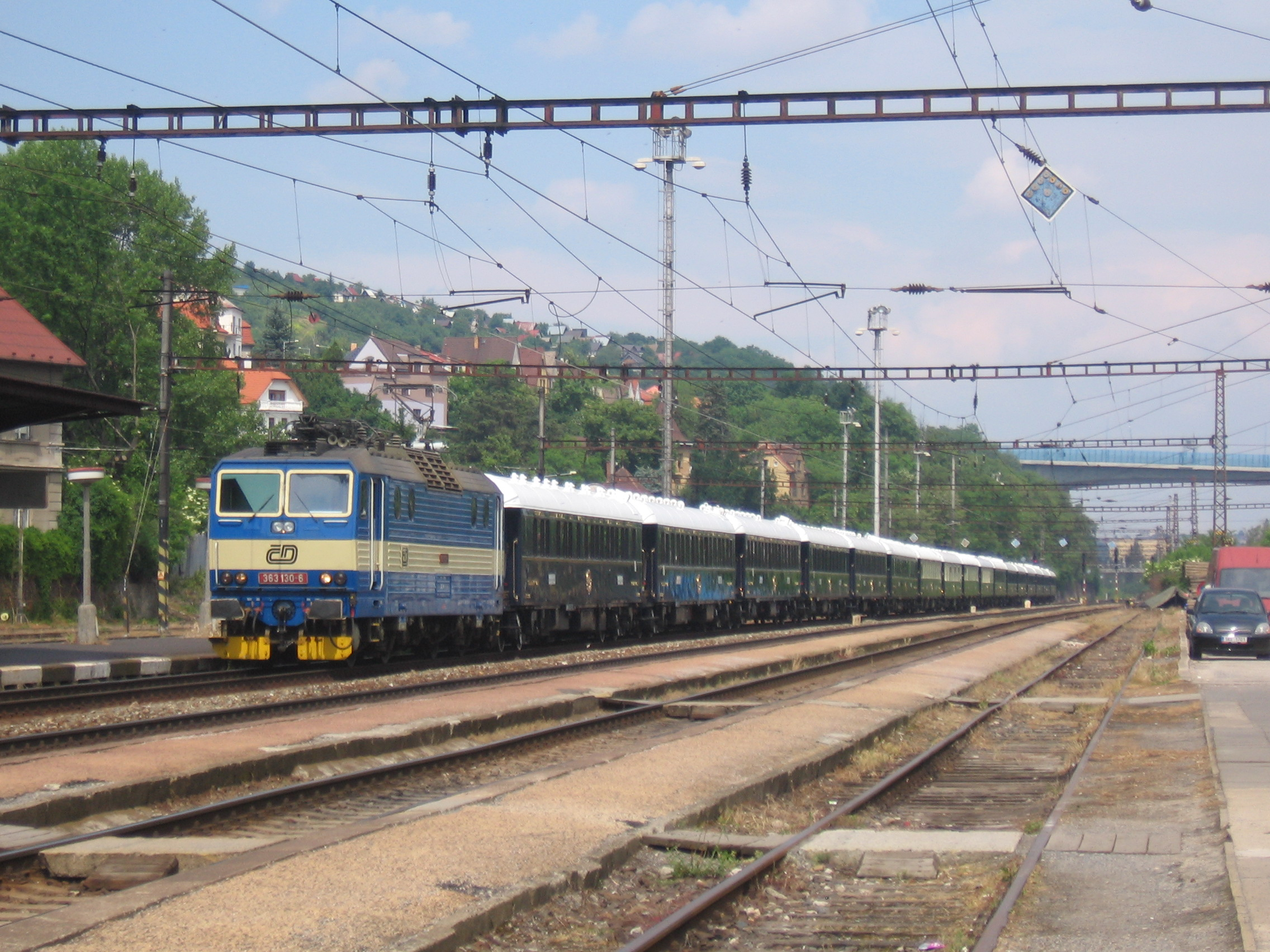
Vlak VSOE projíždějící stanicí Praha Radotín

Společnost provozuje vlak složený z bývalých vozů CIWL modernizovaných roku 1982 a z dalších přizpůsobených vozů.
Roku 1977 začal americko-britský podnikatel v turistice James B. Sherwood shromažďovat bývalé vozy CIWL a British Pullman Company a nákladně je restaurovat. Venice Simplon-Orient-Express (VSOE) byl prvně nasazen roku 1982. Pullmanovy vozy slouží v denní dopravě jako přípoj k lodi, kterou překonají cestující Lamanšský průliv. Poté již nastoupí do lůžkových vozů CIWL a pokračují v cestě po určené trase. VSOE má ve stavu asi 22 historických vozů, včetně jídelních, barových a služebních.
V letech 2003–2006 byly vozy VSOE pro provoz na kontinentě modernizovány a mj. obdržely moderní podvozky a klimatizaci. Nově je jejich maximální rychlost 160 km/h.

### Pullman Orient Express (POE)
CIWL provozuje od roku 2003 sama svých sedm historických jídelních a Pullmanových vozů, převážně v denní dopravě ve Francii, případně je pronajímá skupinám.

## Vliv na literaturu, film a hudbu

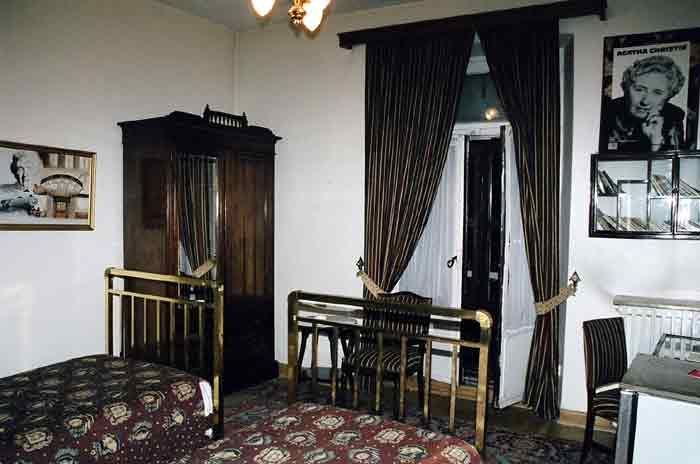
Pokoj hotelu Pera v Istanbulu, kde Agatha Christie dle pověsti napsala svůj román Vražda v Orient expresu

K věhlasu vlaku přispěly romány jako Vražda v Orient expresu od Agathy Christie. Tento román byl poprvé zfilmován v roce 1974 (Vražda v Orient expresu, 1974) – Albert Finney vystupuje ve filmu jako soukromý detektiv Hercule Poirot.
V roce 2017 byla uvedena další filmová britsko-americká adaptace slavného románu – režie a scénáře filmu Vražda v Orient expresu se ujal Kenneth Branagh, který ztvárnil i postavu Hercula Poirota.
Také bondovka Srdečné pozdravy z Ruska s Seanem Connerym se odehrává z části na trase Simplon-Orient expresu.
Dalším románem z tohoto prostředí je „Orient-Express“ (v originále: The Orient Express nebo Stamboul Train), jehož autorem je Graham Greene.
Britský skladatel Philip Sparke zvítězil se svojí skladbou Orient Express pro symfonický dechový orchestr v soutěži nových skladeb pro dechové orchestry Evropské vysílací unie.
Dále kašpar-punková kapela ZNOUZECTNOST složila píseň: "Vlak do Ženevy", která se nepochybně k tomuto vlaku váže, album z roku 2014, Nejlepší ze všech světů - Beat simplicitas.
V televizní detektivní sérii Hercule Poirot (hraje David Suchet) byl v roce 2010 natočen případ Vražda v Orient expresu. (série 12 - díl 4)

## Kronika
- 4. říjen 1883 – Odjezd prvního Orient expresu z pařížského nádraží Gare de l'Est/Gare de Strasbourg do Giurgiu
- 1889 – První jízda z Paříže do Konstantinopole (Istanbul)
- 1891 – Orient expres přepaden lupiči
- 1892 – Ve vlaku se rozšířila epidemie cholery
- 1906 – Po otevření Simplonského tunelu zaveden Simplon-Orient expres
- 1914 – Zastavení provozu v důsledku počátku války
- 1924 – Zaveden Arlberg-Orient expres
- 1929 – Orient expres uváznul v Turecku pět dní ve sněhu, což inspirovalo Agathu Christie k napsání románu „Vražda v Orient expresu“
- 1931 – Teroristické přepadení vlaku maďarskými spiklenci s oběťmi na životech
- 1940–45 – Přechodné zastavení provozu v důsledku války
- 1962 – Poslední jízda Simplon-Orient expresu
- 1974 – Zfilmování Vraždy v Orient-expresu, knižně publikované 1934
- 1977 – Ukončení provozu Orient expresu společnosti CIWL
- 1977 – Počátek provozu Nostalgie-Istanbul-Orient-Expresu (NIOE) firmy TransEurop-Eisenbahn AG, Basel
- 1982 – Venice-Simplon-Orient-Express (VSOE) zavedla nostalgické spoje na trase Londýn – Benátky.
- 1991 – Kouzelník David Copperfield nechal zmizet sedmdesátitunový vůz NIOE
- 2002 – Od letní změny jízdního řádu jezdil vlak EN 262/263 „Orient-Express“ mezi Vídní a Paříží.
- 2007 – Trasa zkrácena do Štrasburku
- 2007 – NIOE musela kvůli soudní při o ochrannou známku zastavit provoz
- 2008 – Odstavení a konzervace vozidel NIOE, úplné zastavení obchodních aktivit NIOE.
- 12/13. prosinec 2009 – Konec pravidelného spojení „Orient Express“ na trase Paříž – Vídeň
- 2010 - Natočen díl televizní detektivní série Hercule Poirot (série 12, díl 3) - Vražda v Orient expresu.
- 2017 – Další zfilmování Vraždy v Orient-expresu